# Josef K
Josef K est un groupe de rock indépendant britannique, originaire d'Édimbourg, en Écosse. Il est l'un des groupes du label Postcard Records. Josef K allie un son sec à des rythmes de guitares rapides et funky. le groupe publie plusieurs 45 tours et un album The Only Fun in Town. En 1982, Paul Haig met fin au groupe et poursuit une carrière solo. Malcolm Ross rejoint les autres groupes du label, Aztec Camera et Orange Juice.

## Biographie
Josef K est formé en 1979 à l'origine sous le nom de TV Art par Paul Haig (chant, guitare) et Ronnie Torrance (batterie), plus tard rejoints par Malcolm Ross (guitare, claviers), et Gary McCormack à la basse, qui partira (pour rejoindre The Exploited) et qui sera remplacé par David Weddell,,. Après avoir enregistré une démo dix pistes, ils publient leur premier single, Romance/Chance Meeting sur le label Absolute du batteur des Orange Juice, Steven Daly, en décembre la même année,. Ils signent ensuite avec le label Postcard Records, fondé par Daly et Alan Horne, publiant quelques singles à succès en 1980 et 1981,. Le groupe enregistre un premier album, Sorry for Laughing, en 1981 aux Castle Sound Studios de Pencaitland, mais sa sortie est annulée, le groupe n'étant pas satisfait de la production clean, que Haig décrit comme « plate et stérile », et seuls quelques exemplaires sont distribués,. Ils retournent en studio en Belgique pour enregistrer The Only Fun in Town, optant pour un son 'live', et enregistrent l'album en deux jours,. Seul album du groupe, il se place dans l'UK Independent Chart, mais est mal accueilli par la presse spécialisée. L'album Sorry For Laughing est finalement publié en CD en 1990 comme réédition de The Only Fun in Town.
Le groupe se sépare avant la sortie du single The Farewell Single en 1982 au label Les Disques du crépuscule, qui comprend un morceau issu d'une Peel Session, The Missionary. Torrance rejoint Boots for Dancing puis forme, avec Weddell, The Happy Family, aux côtés de Nick Currie (alias Momus). Haig embarque dans une longue carrière solo publiant plusieurs albums sur son label Rhythm of Life entre 1984 et 2008, et Malcolm Ross rejoint Orange Juice, puis joue avec Aztec Camera et Blancmange, avant d'embarquer lui aussi en solo. Ross et Weddell se réunissent plus tard au sein de Magic Clan.

## Influence
Le groupe qui a eu une notoriété limitée reste pourtant une référence musicale. Le son de ses guitares se retrouve chez les groupes de noisy pop de la vague C86, notamment The Wedding Present. Cette influence ne se dément pas, puisque est elle plus  visible, par exemple chez les écossais de Franz Ferdinand, et aussi chez The Futureheads, et The Rapture. Ils sont décrits en 2006 comme l'« un des groupes britanniques les plus influents ».

## Discographie

### Album studio
- 1981 : The Only Fun in Town (Postcard Records)

### Singles
- 1980 : Radio Drill Time (Postcard)
- 1980 : It's Kinda Funny/Final Request (Postcard)
- 1981 : Sorry For Laughing / Revelation
- 1982 : Chance Meeting/Pictures (of Cindy) (Postcard)
- 1987 : Heaven Sent